# Airport Express
 (juin 2013).
Si vous disposez d'ouvrages ou d'articles de référence ou si vous connaissez des sites web de qualité traitant du thème abordé ici, merci de compléter l'article en donnant les références utiles à sa vérifiabilité et en les liant à la section « Notes et références ».
Les bus A1, A2 et A3 Airport Express sont des bus interurbain qui relie l'aéroport de Charleroi Bruxelles-Sud respectivement à la gare de Charleroi-Central, la gare de Fleurus et la gare de Luttre. Ils sont exploités par le TEC Charleroi.

## A et A1
L'itinéraire de la ligne A1, anciennement ligne A ,,,,,, à fait l'objet de modifications
1° il prend son départ au quai 1 de la gare des bus de Charleroi (gare centrale), traverse la Sambre et rejoint le  petit ring de Charleroi. La ligne emprunte ensuite l'autoroute A54 jusqu'à hauteur de Jumet, où le bus poursuit sur la N568 et passe devant l'ancienne aérogare. Le trajet se termine en contournant la piste par l'est et en venant rejoindre le nouveau terminal nord de l'aéroport.
2° il prend son départ au quai 1 de la gare des bus de Charleroi (gare centrale), emprunte la rue des Rivages et rejoint le  petit ring de Charleroi. La ligne emprunte ensuite l'autoroute A54 jusqu'à hauteur de Jumet, où le bus poursuit sur la N568 et passe devant l'ancienne aérogare. Le trajet se termine en contournant la piste par l'est et en venant rejoindre le nouveau terminal nord de l'aéroport.
3° il prend son départ au quai B01 de la gare des bus de Charleroi (gare centrale), emprunte la rue de la Villette et rejoint le  petit ring de Charleroi. La ligne emprunte ensuite l'autoroute A54 jusqu'à hauteur de Jumet, où le bus poursuit sur la N568 et passe devant l'ancienne aérogare. Le trajet se termine en contournant la piste par l'est et en venant rejoindre le nouveau terminal nord de l'aéroport.

## A2
Inaugurée le 5 Juin 2023 et mise en service le 6 juin 2023,,,,,, elle prend son départ au quai de la Gare de Fleurus, emprunte la N586 jusqu'à hauteur de Wangenies, ensuite elle prend la N568 dessert le parking P3 de l'aéroport avant de rejoindre le nouveau terminal nord de l'aéroport.

## A3
Inaugurée le 5 Juin 2023 et mise en service le 6 juin 2023 ,,,,,,
elle prend son départ au quai  de la Gare de Luttre, emprunte l'autoroute A54 jusqu'à hauteur de Gosselies où elle prend la E42, ensuite elle traverse la N5 et dessert l'aéropole pour rejoindre le nouveau terminal nord de l'aéroport.

## Autobus
Ces lignes (A1, A2 et A3 au 6 Juin 2023) sont opérées principalement par des bus articulés à plancher bas intégral d'un peu plus de 18 mètres de long, des bus standard de 12 mètres de long assurent certains services. Les Jonckheere T2000G offraient en outre des racks afin d'y déposer des bagages.

## Fréquences
La ligne A1 circule tous les jours de la semaine, à la fréquence d'un bus aux 30 minutes à partir du 6 juin 2023 de 5h à 23h30 entre l'aéroport et la gare, et de 4h30 à 23h entre la gare et l'aéroport. À partir du 10 décembre 2023, la fréquence passera à 3 bus par heure
La ligne A2 circule tous les jours de la semaine, à la fréquence d'un bus aux 60 minutes à partir du 6 juin 2023 et un bus aux 30 minutes à partir du 10 décembre 2023 à la suite du lancement de la relation IC Charleroi-Fleurus-Ottignies-Wavre-Louvain de 4h à 23h00 entre la Gare de Fleurus et l'aéroport, et de 4h30 à 00h00 entre l'aéroport et la Gare de Fleurus.
La ligne A3 circule tous les jours de la semaine, à la fréquence un bus aux 30 minutes à partir du 6 juin 2023 de 4h30 à 00h00 entre la Gare de Luttre et l'aéroport, et de 4h30 à 23h30 entre l'aéroport et la Gare de Luttre.

## Tarification
Le trajet entre l'aéroport et les gares de Charleroi Central, Fleurus et Luttre sont soumis à tarification spéciale. Les titres ne sont vendus qu'à bord des autobus ou auprès d'automates spécifiques ou en espace TEC au prix unique de 6 €. Les autres titres ne sont pas acceptés.
Les abonnements sont acceptés.

## Avantages et inconvénients
- Les lignes A1, A2 et A3 sont rapide.
- Correspondance d'une autre ligne autorisée avec le ticket 6 euros.(aller ou retour) [6]
- Puisque les lignes sont principalement dédiées aux connexions avec l'aéroport de Charleroi, la ligne est très mal intégrée dans le réseau urbain du TEC (pas de correspondances possibles ailleurs qu'à la gare du sud, intégration tarifaire inexistante, carte multi8 ou multiflex interdites). Abonnements autorisés.
- Les lignes A1, A2 et A3 étant les seules lignes se rendant à l'aéroport, l'accessibilité de ce dernier est donc médiocre pour les habitants avoisinants.